# Antepipona albomarginata
Antepipona albomarginata är en stekelart som beskrevs av Gusenleitner 2001. Antepipona albomarginata ingår i släktet Antepipona och familjen Eumenidae. Inga underarter finns listade i Catalogue of Life.